# Kozów (województwo świętokrzyskie)
Kozów – wieś sołecka w Polsce położona w województwie świętokrzyskim, w powiecie koneckim, w gminie Smyków.
Na terenie wsi znajduje się kopalnia gliny ceglarskiej.
Według Narodowego Spisu Powszechnego Ludności i Mieszkań z 2011 roku liczba ludności we wsi Kozów to 363, z czego 48,8% mieszkańców stanowią kobiety, a 51,2% to mężczyźni. W 2002 roku we wsi Kozów było 110 gospodarstw domowych. Wśród nich dominowały gospodarstwa zamieszkałe przez trzy osoby - takich gospodarstw było 32
Wierni Kościoła rzymskokatolickiego należą do parafii Świętych Apostołów Piotra i Pawła w Radoszycach.
| SIMC    | Nazwa     | Rodzaj    |
| ------- | --------- | --------- |
| 0264727 | Komorniki | część wsi |

## Miasta w pobliżu wsi Kozów
- Radoszyce (7,0 km)
- Końskie (15,3 km)
- Stąporów (17,5 km)
- Małogoszcz (28,1 km)
- Kielce (28,7 km)
- Chęciny (29,4 km)
- Suchedniów (33,2 km)
- Przedbórz (33,8 km)[9]

W latach 1975–1998 miejscowość administracyjnie należała do województwa kieleckiego.